# Mechanizm

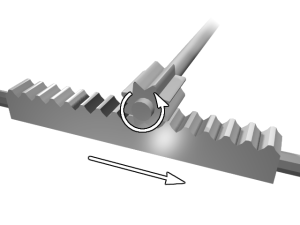
Mechanizm zębatkowy

Mechanizm (gr. μηχανή 'urządzenie') – zespół współpracujących ze sobą części składowych maszyny lub przyrządu spełniających określone zadanie, jak np. przenoszenie ruchu, sił, sygnałów.
Wiedza opisująca mechanizmy zawarta jest w: teorii mechanizmów i maszyn, inżynierii mechanicznej, inżynierii elektrycznej, inżynierii energetycznej, inżynierii elektronicznej.
Słowo to również może opisywać sposób działania lub kolejność zjawisk (np. mechanizm finansowy, mechanizm krasowienia itp.).
Według inżynierii mechanicznej, każdy mechanizm składa się z następujących elementów:
- baza (lub ostoja) – część mechanizmu, względem której odnosi się ruchy pozostałych elementów. W układzie odniesienia mechanizmu baza jest nieruchoma.
- człon czynny – bezpośrednio napędza mechanizm, pobierając energię z zewnątrz.
- człon bierny – odbiera energię i przekazuje ją na zewnątrz mechanizmu
- człony pośredniczące – elementy mechanizmu pośredniczące w przekazaniu ruchu z członu czynnego na bierny.

## Rodzaje mechanizmów
- dźwigniowy
- jarzmowy
- korbowy
- dwuwahaczowy
- zapadkowy
- krzywkowy
- korbowo-wahaczowy
- maltański
- różnicowy
- prowadzenia
- zwrotniczy
- śrubowy
- sterowania
- kierowniczy

Człony mogą mieć różne formy i spełniać różne funkcje, zwykle są to:
- człony sztywne
  - popychacz
  - koło
  - wahacz
  - dźwignia
- człony elastyczne – cięgno
  - lina
  - łańcuch
  - pas
- człony podatne
  - sprężyna
  - amortyzator
- człony pneumatyczne i hydrauliczne

Elementy czynny, bierny i pośredniczące połączone są ze sobą za pomocą przegubów zwanych także parami kinematycznymi.
Mechanizm składa się z jednego lub więcej łańcuchów kinematycznych.